# Aluniș (okręg Harghita)
Aluniș (węg. Székelymagyaros) – wieś w Rumunii, w okręgu Harghita, w gminie Mugeni. W 2011 roku liczyła 151 mieszkańców.